# Washington Ortuño
Washington Ortuño (13. květen 1928 – 15. září 1973, Rio de Janeiro) byl uruguayský fotbalista. Nastupoval především na postu záložníka.
S uruguayskou reprezentací vyhrál mistrovství světa roku 1950, byť byl náhradníkem a do bojů na turnaji přímo nezasáhl. V národním týmu odehrál 9 utkání a vstřelil 4 branky.
Celou svou klubovou kariéru strávil v Peñarolu Montevideo. Získal s ním dva tituly uruguayského mistra (1949, 1951).
Jeho kariéra však byla brzy přerušena, a to 8. prosince 1951, když si v zápase s Rampla Juniors, po střetu s útočníkem Rubénem Lozou, zlomil nohu. Návrat na trávníky se mu již nepodařil.